# Pawieł Karnauchow
Pawieł Andriejewicz Karnauchow, ros. Павел Андреевич Карнаухов, błr. Павел Андрэевіч Карнаухаў – Pawieł Andrejewicz Karnauchau (ur. 15 marca 1997 w Mińsku) – rosyjski hokeista pochodzenia białoruskiego, reprezentant Rosji, olimpijczyk.
Jego brat Michaił (ur. 1994) także został hokeistą (bramkarzem) i reprezentantem Białorusi. Ich ojciec Andrej Karnauchau został dyrektorem szkoły hokejowej SDJuSzOR Junost' w Mińsku.

## Kariera
- Krasnaja Armija Moskwa (2013-2014)
- Calgary Hitmen (2014-2016)
- CSKA Moskwa (2016-)
  -  Krasnaja Armija Moskwa (2016-2017)
  -  Zwiezda Czechow (2016-2018)

Wychowanek Junosti Mińsk. W sezonie 2013/2014 grał w drużynie Krasnaja Armija Moskwa (podległej CSKA Moskwa) w juniorskich rozgrywkach MHL. Tuż po nim w 2014 w KHL Junior Draft został wybrany przez CSKA Moskwa z numerem 8 oraz w drafcie do kanadyjskich juniorskich rozgrywek CHL przez klub Calgary Hitmen z numerem 56 (runda 5). W następstwie tego rozegrał w barwach tej drużyny dwa sezony w juniorskiej lidze WHL (2014/2015 i 2015/2016). W międzyczasie, w NHL Entry Draft 2015 został wybrany przez Calgary Flames z numerem 136. W czerwcu 2016 został przekazany z Calgary do CSKA Moskwa. Od tego czasu zadebiutował w barwach CSKA w seniorskich rozgrywkach KHL w sezonie KHL (2016/2017), a jednocześnie grywał jeszcze w lidze MHL oraz w drużynie farmerskiej, Zwieździe Moskwa, w rosyjskich rozgrywkach WHL. Potem przedłużał kontrakt z CSKA w lipcu 2017 o trzy lata, w czerwcu 2020 o kolejne trzy lata.
Zdecydował się na grę w barwach reprezentacji Rosji. W barwach juniorskich kadr Rosji uczestniczył w turnieju mistrzostw świata juniorów do lat 20 edycji 2017. W barwach reprezentacji seniorskiej Rosji zadebiutował w sezonie 2019/2020. W składzie reprezentacji Rosyjskiego Komitetu Olimpijskiego (ang. ROC) brał udział w turnieju MŚ edycji 2021. W barwach reprezentacji Rosyjskiego Komitetu Olimpijskiego uczestniczył w turnieju zimowych igrzysk olimpijskich 2022.

## Sukcesy
Reprezentacyjne
- Brązowy medal mistrzostw świata juniorów do lat 20: 2017
- Srebrny medal zimowych igrzysk olimpijskich: 2022

Klubowe
- Srebrny medal MHL: 2014 z Krasnają Armiją Moskwa
- Mistrzostwo Dywizji Centralnej WHL: 2015 z Calgary Hitmen
- Złoty medal MHL /  Puchar Charłamowa: 2017 z Krasnają Armiją Moskwa
- Pierwsze miejsce w Dywizji Tarasowa w sezonie zasadniczym: 2017, 2018, 2019, 2020 z CSKA Moskwa
- Pierwsze miejsce w Konferencji Zachód w sezonie zasadniczym: 2017, 2019, 2020 z CSKA Moskwa
- Puchar Kontynentu: 2017, 2019, 2020 z CSKA Moskwa
- Srebrny medal mistrzostw Rosji: 2018 z CSKA Moskwa
- Finał KHL o Puchar Gagarina: 2018 z CSKA Moskwa
- Puchar Gagarina: 2019, 2022, 2023 z CSKA Moskwa
- Złoty medal mistrzostw Rosji: 2019, 2020, 2022, 2023 z CSKA Moskwa